# Vykolejení vlaku moskevského metra 2014

Situace vykolejení vlaku

V úterý 15. července 2014 v ranní špičce v 8:39 moskevského času (06:39 SELČ) došlo k vykolejení tří vagonů vlakové soupravy moskevského metra mezi stanicemi Slavjanskij bulvar a Park Pobědy na modré lince. Byla to do té doby nejhorší nehoda moskevského metra co do počtu mrtvých (neuvažujeme-li teroristické útoky v moskevském metru). Nehoda si vyžádala 24 obětí a 161 zraněných, z toho asi 50 těžce.

## Průběh neštěstí
Vlaková souprava havarovala v 8:39 moskevského času (UTC +3), vykolejily tři vagóny.
Podle svědků vlak prudce zastavil a došlo k vymrštění některých cestujících až přes celý vagon. Zadní vozy nadskočily a cestující byli vymrštěni ke stropu. Po zastavení se souprava podle svědků ponořila do tmy a kouře a propukla panika a zmatek. Lidé začali po výpadku světel křičet a někteří rozbíjet nouzovými kladívky okna, obávali se i toho, že jde o teroristický útok. Ti, kteří nepropadli panice, pomáhali vynášet zraněné. Těch bylo nejvíce v prvním vagónu. Po prvním šoku se ale začali cestující chovat příkladně a navzájem si pomáhat a uklidňovat se. Někteří pomocí hasicích přístrojů uhasili menší požár v kolejišti a potom vyrazili dveře do bočního tunelu. Jím se vydali cestující schopní chůze naproti pracovníkům dopravního podniku.
Cestující otevírali okna, aby se do přetopených vozů dostal čerstvý vzduch, dočkali se ale hustého dýmu a tak je zase zavřeli. Po chvíli ale začala fungovat ventilace a cestujícím se ulevilo. Shromažďovali se v tunelu, část vlaku byla ale silně zdemolovaná a někteří lidé byli doslova vmáčknutí do zničeného vagonu. Mnoho lidí mělo řezné rány nebo bylo v bezvědomí, někteří měli velmi vážná zranění. První zranění se dostali ven z metra až po půl hodině, teprve potom se objevili první záchranáři, kteří žádali dobrovolníky o pomoc s odnášením zraněných.

## Záchrana a vyprošťování
Ke stanici Slavjanskij bulvar se sjelo asi 60 sanitek, přiletělo 8 helikoptér. Stanice Park Pobědy je v moskevském metru nejhlubší, což ztěžovalo záchranářům práci. Záchranné práce a vyprošťování skončily druhý den dopoledne.

## Oběti
Nehoda měla ke dni 13. srpna 2014 celkem 24 obětí na životech (z toho 7 cizinců) a 161 zraněných, z toho 129 bylo bezprostředně po nehodě hospitalizováno. Necelých 50 lidí z hospitalizovaných bylo zraněno těžce, 2 byli v kómatu, několik obětí tak zemřelo až později v nemocnici. K 22. červenci 2014 zůstávala hospitalizována ještě desítka těžce zraněných.
| Země             | Počet obětí |
| ---------------- | ----------- |
| Rusko            | 10          |
| Čína             | 2           |
| Tádžikistán      | 2           |
| Kyrgyzstán       | 1           |
| Moldavsko        | 1           |
| Ukrajina         | 1           |
| Neidentifikovaní | 7           |
| Celkem           | 24          |

## Dopravní komplikace
Linka byla uzavřena a náhradní dopravu zajišťovalo 66 autobusů a bezplatné taxíky placené radnicí. Následně se zhoršila dopravní situace na ulicích a dosavadní ranní zácpy se zastavily. Opravy by mohly trvat možná až týden a vláda přislíbila, že s nimi pomůže.

## Reakce

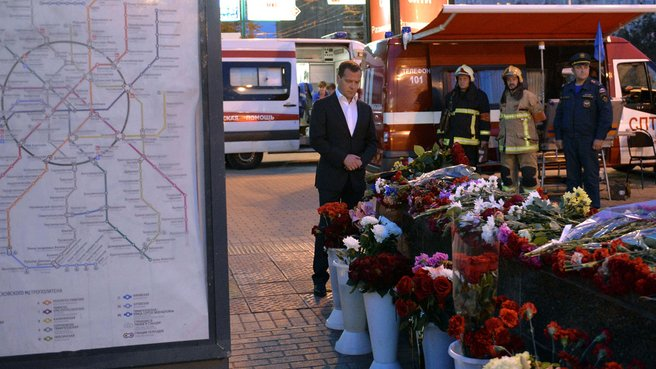
Premiér Dmitrij Medveděv pokládá věnec k uctění památky zemřelých při neštěstí

Radnice vyhlásila v Moskvě na druhý den smutek a státní vlajky zůstaly na půl žerdi. Starosta slíbil odškodnění pozůstalým rodinám v hodnotě milionu rublů (cca 600 tisíc Kč) a také odškodnění zraněným.
Prezident Vladimir Putin i premiér Dmitrij Medveděv popřáli zraněným brzké uzdravení a pozůstalým vyjádřili soustrast. Soustrast vyjádřili také zahraniční osobnosti, generální tajemník OSN Pan Ki-mun či běloruský prezident Alexandr Lukašenko.
Druhý den ve středu se do stanic, mezi nimiž se nehoda stala, začali scházet truchlící lidé, kteří zapalovali svíčky a pokládali květiny, někteří plakali. Květiny a svíčky přinesli k ruskému velvyslanectví také obyvatelé Kyjeva. V moskevských kostelech probíhaly mše za mrtvé a zraněné. Šestnáct moskevských nemocnic zřídilo improvizovaná místa pro odběry darované krve. Televize změnily program a nahradily zábavné pořady a vystoupení.
Pražské metro chystalo v souvislosti s tímto neštěstím důkladnou technickou kontrolu. Podle slov vedoucího Správy vozidel Metro Josefa Němečka jsou takové kontroly běžné vždycky, když se někde ve světě stane nějaký problém, a situace tam je vždy porovnávána se situací v pražském metru. Když se například přebíraly ruské soupravy, vždy se kvůli jejich ne zcela vyhovující kvalitě kompletně rozmontovaly, zkontrolovaly, vyčistily od písku, byly vyměněny vadné součásti a následně byly vagony zase smontovány. Jejich uvedení do provozu si podle zdroje vyžadovalo 1000 pracovních normohodin pro každý vagon.
Šéf Moskevského metra Ivan Besedin, který pozici zastával od února 2011, kvůli nehodě 22. července odstoupil a novým náčelníkem se stal Dmitrij Pegov, který přišel z čela ředitelství rychlovlaků státních drah. Podle moskevského starosty Sergeje Sobjanina měl navrátit metru důvěru občanů a jako první úkol si zadal důkladnou prověrku infrastruktury metra. Dosavadní ředitel Besedin byl ale jako šéf metra vnímán pozitivně a jeho odchod byl přijímán rozporuplně. Prosadil zvýšení rozpočtu a plán na rozšíření metra do roku 2020 o 79 stanic, přičemž za jeho působení jich bylo vybudováno 11 a metro prodlouženo o 25 km. Navíc byly v metru zavedeny bezplatné bezdrátové připojení a modernější vlakové soupravy.

## Důvod neštěstí a vyšetřování
Prezident Putin pověřil předsedu Vyšetřovacího výboru Ruské federace Alexandra Bastrykina, aby započal trestní vyšetřování neštěstí.
Podle prvních zpráv od záchranářů byl na vině náhlý prudký pokles napětí v napájecí soustavě a následná špatná signalizace, která spustila nouzové zastavení vlaku, po němž souprava vykolejila.
O tom ale vyšetřovatelé pochybovali a uvažovali o vadné výhybce. Také byly v minulosti stížnosti, že v daném úseku soupravy vibrovaly kvůli údajnému havarijnímu stavu kolejí. Podle městské opozice jsou na vině malé investice do údržby.
Později se vyšetřovatelé začali přiklánět k verzi, že příčinou byla nesprávná manipulace s nedávno instalovanou výhybkou. Dne 16. července byli zatčeni mistr údržby tratě a jeho zástupce, kteří řídili květnovou instalaci výhybky. Byli podezřelí z porušení bezpečnostních pravidel a hrozilo jim až 10 let vězení. Soupravu navíc měli řídit dva strojvedoucí, namísto toho řídil jen jeden, který byl hospitalizován s těžkými poraněními. Později padlo podezření na účast při incidentu ještě na dva manažery.

## Soudní řízení
První verdikt padl 9. listopadu 2015. Asistent mistra údržby tratě Jurij Gordov byl odsouzen k 6 letům odnětí svobody. Zástupce mistra oddělení generálních oprav traťové služby Aleksej Trofimov, starší traťový mistr Valerij Baškatov a zástupce ředitele subdodavatelské společnosti Spectechrekonstrukcija Anatolij Kruglov byli odsouzeni každý k 5 a půl letům odnětí svobody. Kromě toho probíhalo druhé soudní řízení s dalšími šesti obžalovanými.